# 日系ニュージーランド人
日系ニュージーランド人（にっけいニュージーランドじん、英語: Japanese New Zealanders）とは日本人の血を引いたニュージーランドの市民である。ニュージーランド統計局の調査によると、11,907人の日系ニュージーランド人がいるとされる。外務省による在留邦人数（日本国籍）は13,435人（2011年10月1日現在）である。

## 歴史
1890年（明治20年）頃に野田朝次郎が南島に定住したのが最初とされ、その後25年の間に6人ほどがニュージーランドの東海岸に移住したことが確認されている。

## 著名な日系人
- 野田朝次郎(Asajirō Noda)･･･最初にニュージーランドに上陸し、帰化した日本人
- ヴィンセント・ケイン(Kayne Vincent)･･･U-20ニュージーランド代表のサッカー選手
- 澤井杏奈（Anna Sawai）･･･女優、歌手、ダンサー。日本のダンスボーカルグループ・FAKYの元メンバー

## 脚註
1. ↑  http://www.stats.govt.nz/methods_and_services/access-data/TableBuilder.aspx
2. ↑  https://www.mofa.go.jp/mofaj/toko/tokei/hojin/12/pdfs/WebBrowse.pdf